# 日本の見本市会場一覧
日本の見本市会場一覧（にほんのみほんいいちかいじょういちらん）。ここでは、企業展示会・同人誌即売会などが行われ、屋内展示ホールを有する見本市会場を記載している。

## 北海道地方
北海道
- 札幌ドーム
- 真駒内屋内競技場（真駒内セキスイハイムアイスアリーナ）
- 北海道立総合体育センター 北海きたえーる
- 札幌コミュニティドーム（つどーむ）
- 札幌コンベンションセンター
- 札幌流通総合会館（アクセスサッポロ）[1]
- 函館アリーナ
- 旭川大雪アリーナ
- 道北地域旭川地場産業振興センター（道の駅あさひかわ）[2]
- ラムサール記念センター

## 東北地方
青森県
- 青森産業会館[1][3]

岩手県
- アイーナ（いわて県民情報交流センター）
- 岩手産業文化センターアピオ[1]

宮城県
- 夢メッセみやぎ（みやぎ産業交流センター）[1]
- 仙台国際センター
- サンフェスタ（仙台卸商センター 産業見本市会館）[4]
- 宮城県総合運動公園総合体育館（宮城セキスイハイムスーパーアリーナ）

秋田県
- あきたスカイドーム（秋田県立中央公園内）[5]
- 大館樹海ドーム

山形県
- 山形ビッグウイング（山形国際交流プラザ）[1]

福島県
- ビッグパレットふくしま（福島県産業交流館）[1]
- コラッセふくしま[1]
- ウィルふくしま（福島卸商団地協同組合）[6]
- いわき産業創造館（ラトブ6階）[7]

## 関東地方
茨城県
- つくば国際会議場

栃木県
- マロニエプラザ（栃木県立宇都宮産業展示館）[1][8]
- 宇都宮駅東口交流拠点施設

群馬県
- グリーンドーム前橋（日本トーターグリーンドーム前橋）
- 群馬コンベンションセンター（Gメッセ群馬）
- ビエント高崎（高崎卸商社街協同組合）[9]

埼玉県
- さいたまスーパーアリーナ
- 大宮ソニックシティ[1]
- 西武ドーム（ベルーナドーム）

千葉県
- 幕張メッセ[1]

東京都
- 東京国際展示場（東京ビッグサイト）[1]
- 東京国際フォーラム
- 東京都立産業貿易センター浜松町館・台東館[1]
- 東京都立多摩産業交流センター東京たま未来メッセ[1]
- 東京ドームシティ
  - 東京ドーム
  - 後楽園ホール
- 東京ガーデンシアター
- 東京文具共和会館[10]
- 協同組合東京卸商センター[11]
- すみだ産業会館[12]
- ビッグサイトTFTホール[13]
- TOCビル
- 大田区産業プラザ（PiO）[1]
- 東京流通センター（TRC）
- SYDホール[14]
- EBiS303[15]
- 六本木ヒルズ
- サンシャインシティ
- ベルサール各施設[16]
- 秋葉原UDX

神奈川県
- 横浜国際平和会議場（パシフィコ横浜）[17]
- 大さん橋ホール（大さん橋）
- 横浜産貿ホール マリネリア[17]
- 神奈川産業振興センター[18]
- 新百合トウェンティワンホール[19]
- 横浜アリーナ
- ぴあアリーナMM

## 中部地方
新潟県
- 朱鷺メッセ 新潟コンベンションセンター[1]
- 新潟市産業振興センター[1]
- NOCプラザ[20]
- 長岡産業交流会館（ハイブ長岡）[1]

富山県
- 富山産業展示館（テクノホール）[1][21]
- 富山国際会議場
- 富山市民プラザ
- イベントプラザ富山
- 富山県産業創造センター（高岡テクノドーム）[17][22]

石川県
- 石川県産業展示館
- MROホール[23]
- 金沢流通会館[24]

福井県
- 福井県産業振興施設（サンドーム福井）[1]
- 福井県産業会館[1]

山梨県
- 山梨県立産業展示交流館アイメッセ山梨[1]

長野県
- エムウェーブ
- 長野市若里多目的スポーツアリーナ（長野ビッグハット）
- 長野アークスホール（協同組合長野アークス）[25]
- 安曇野スイス村サンモリッツ
- 岡谷市総合体育館とテクノプラザおかや - (諏訪圏工業メッセ[26]会場)

岐阜県
- 岐阜産業会館[1]
- セラミックパークMINO

静岡県
- ふじのくに千本松フォーラム プラザ ヴェルデ[1]
- 富士市産業交流展示場（ふじさんめっせ）[1]
- 静岡産業支援センター（ツインメッセ静岡）[1]
- 静岡県コンベンションアーツセンター（グランシップ）[1]
- 清水マリンターミナル[27]
- アクトシティ浜松[1]
- 浜松市総合産業展示館（浜松市産業展示館）[1]

愛知県
- 愛知県国際展示場（Aichi Sky Expo）
- 名古屋市国際展示場（ポートメッセなごや）[1]
- 名古屋市中小企業振興会館（吹上ホール）[1]
- 名古屋国際会議場[1]
- 名古屋市総合体育館（日本ガイシホール）
- ナゴヤドーム（バンテリンドーム ナゴヤ）
- 愛知県産業労働センター（ウィンクあいち）
- 愛知芸術文化センター
- 名古屋国際センター
- ナディアパーク
- NAGOYA茶源HALL[28]
- 刈谷市産業振興センター
- 岡崎市図書館交流プラザ（りぶら）
- 穂の国とよはし芸術劇場PLAT

## 近畿地方
三重県
- 四日市ドーム
- メッセウイング・みえ
- 三重県営サンアリーナ

滋賀県
- 長浜ドーム
- ピアザ淡海（滋賀県立県民交流センター）[29]

京都府
- 京都パルスプラザ（京都府総合見本市会館）[1][30]
- 京都市勧業館（みやこめっせ）
- 国立京都国際会館[1]
- けいはんなプラザ

大阪府
- インテックス大阪（大阪国際見本市会場）[1]
- 大阪南港ATC（アジア太平洋トレードセンター）[1]
- 大阪府立国際会議場（グランキューブ大阪）[1]
- 大阪マーチャンダイズ・マート（OMM）（大阪マーチャンダイズ・マートビル）[1]
- 大阪城ホール
- 大阪ビジネスパーク円形ホール（TWIN21）
- ハービスHALL（ハービスOSAKA）[31]
- ステラホール（梅田スカイビル）[32]
- マイドームおおさか[1]
- 大阪サンライズビル[33]
- 大阪会館[34]
- AAホール本館[35]
- 御堂筋ホール心斎橋[36]
- 大阪ドーム（京セラドーム大阪）
- ホテル大阪ベイタワー[37]
- 堺市産業振興センター

兵庫県
- 神戸コンベンションコンプレックス
  - 神戸国際展示場（神戸コンベンションセンター）[1]
  - ワールド記念ホール
- 神戸ポートターミナルホール（神戸ポートターミナル）[38]
- 神戸市産業振興センター[1][39]
- 神戸サンボーホール[1]
- 神戸ファッションマート
- 姫路市文化コンベンションセンター
- 兵庫県立淡路夢舞台国際会議場

奈良県
- 奈良春日野国際フォーラム　甍〜I・RA・KA〜（奈良県新公会堂）
- 奈良県産業会館[40]
- 奈良県コンベンションセンター[41]
- なら100年会館
- 北コミュニティセンターISTAはばたき
- 奈良市北部会館市民文化ホール
- DMG MORI やまと郡山城ホール
- 奈良市ならまちセンター
- 奈良県文化会館

和歌山県
- 和歌山ビッグホエール
- 県民交流プラザ 和歌山ビッグ愛

## 中国地方
鳥取県
- 米子コンベンションセンター（ビッグシップ）[1]

島根県
- 島根県立産業交流会館（くにびきメッセ）[1]

岡山県
- 岡山県総合展示場コンベックス岡山[1]
- 岡山コンベンションセンター（ママカリフォーラム）
- 岡山ドーム

広島県
- 広島県立広島産業会館[1]
- 広島県立総合体育館（広島グリーンアリーナ）
- 広島サンプラザ
- 広島市中小企業会館[1]
- NTTクレドホール（基町クレド）
- 広島県立ふくやま産業交流館（ビッグ・ローズ）[1]

山口県
- 山口県国際総合センター（海峡メッセ下関）[1]
- 山口きらら博記念公園多目的ドーム

## 四国地方
徳島県
- アスティとくしま（徳島県立産業観光交流センター）[1]
- あわぎんホール（徳島県郷土文化会館）
- 徳島県立21世紀館（徳島県文化の森総合公園）

香川県
- 香川県産業交流センター（サンメッセ香川）[1]
- 高松シンボルタワーホール棟展示場
- 高松テルサ[42]

愛媛県
- 愛媛国際貿易センター（アイテムえひめ）[1]
- 松山市総合コミュニティセンター
- テクスポート今治

高知県
- 高知ぢばさんセンター
- 高新文化ホール[43]
- 高知商工会館[44]

## 九州地方
福岡県
- 西日本総合展示場（アジア太平洋インポートマート）[1]
- 北九州メディアドーム
- 福岡ドーム（PayPayドーム）
- 福岡コンベンションセンター
  - マリンメッセ福岡[1]
  - 福岡国際センター[1]
  - 福岡国際会議場[1]
- FFBホール[45]
- エルガーラホール[46]

佐賀県
- 唐津市ふるさと会館 アルピノ[47]

長崎県
- 長崎港松が枝国際ターミナル[48]
- 長崎新聞文化ホール アストピア[49]
- 出島メッセ長崎

熊本県
- グランメッセ熊本（熊本産業展示場）[1]
- 熊本市流通情報会館
- やつしろハーモニーホール[50]

大分県
- 大分イベントホール
- コンパルホール
- 別府国際コンベンションセンター（ビーコンプラザ）

宮崎県
- シーガイアコンベンションセンター

鹿児島県
- 鹿児島アリーナ[1]
- かごしま県民交流センター
- サンプラザ天文館[51]
- 鹿児島市町村自治会館[52]

## 沖縄地方
沖縄県
- 沖縄コンベンションセンター[1]
- 沖縄産業支援センター[53]

## 参考資料
- “全国展示場連絡協議会 会員名簿”.   MICEジャパン. 2016年10月10日閲覧。